# Universidad de las Artes de Belgrado
La Universidad de las Artes en Belgrado (serbio: Универзитет уметности у Београду / Univerzitet umetnosti u Beogradu) es una universidad pública serbia, fundada en 1957 como la Academia de las Artes unificando cuatro académicas diferentes. Se convirtió en universidad asumiendo el actual nombre en 1973. La Universidad de las Artes en Belgrado fue uno de los principales centros de enseñanza de disciplinas artísticas de Yugoslavia y es actualmente el más importante de Serbia.

## Historia
La educación superior en el campo artístico comenzó en Belgrado con el establecimiento de la primera Academia de Música (la cual contaba con una sección de artes dramáticas) y la Academia de las Artes (donde se estudiaban las diferentes disciplinas artísticas) en 1937, cuando la ciudad formaba parte del Reino de Yugoslavia. 
Tras la Segunda Guerra Mundial con la victoria de los partisanos yugoslavos se proclama bajo la presidencia de Ivan Ribar la República Federativa Socialista de Yugoslavia, con Josip Broz Tito como primer ministro. En el contexto de la nueva Yugoslavia la producción fílmica iba a tener un peso muy importante es por ello que a dos años del fin de la guerra, el 5 de mayo de 1947, se decreta la creación de una Escuela Superior de Acores y Directores de Cine, fundándose un año y seis meses después. En la década de 1950 el gobierno de la República Federativa Socialista de Yugoslavia adopta la decisión de introducir la mencionada institución dentro de la Academia de Artes Teatrales, que en 1962 cambiará su nombre por el de Academia de Teatro, Cine, Radio y Televisión.
El desarrollo de las Academias queda marcado en 1973 por la decisión de unificarlas como Universidad de las Artes. De esta manera en sus más de 50 años de existencia ha supuesto una pieza clave de la promoción de la creatividad artística y diversidad cultural. Tras la disolución de Yugoslavia siguió actuando como la principal institución educativa en la promoción de las artes en Serbia.
La Universidad de las Artes se integró en el Proceso de Bolonia por lo que forma parte del Espacio Europeo de Educación Superior. Como una de las principales universidades dedicadas a las artes en los Balcanes tiene una especial importancia regional en la promoción del interculturalismo y la mediación cultural. Por ese motivo la UNESCO le concedió en 2004 el grado de Cátedra de la UNESCO por su contribución en los estudios a cerca del interculutralismo, el arte, la gestión cultural y la mediación en los Balcanes.

## Centros

### Centro de Estudios Interdisciplinarios
El centro de Estudios Interdisciplinarios fue fundado como parte de la Universidad de las Artes en Belgrado en el año 2001. Concevido como un centro de estudios acorde a las necesidades técnicas actuales en los dominios de los nuevos medios, artes digitales, diseño escénico, teoría de las artes y los medios así como en el área de la política y gestión cultural. La urgencia del estudio de estos dominios surge de los cambios experimentados en las prácticas artísticas, teóricas y políticas de las últimas décadas, las cuales requieren de conocimientos que no estaban cubiertos por las disciplinas tradicionales impartidas dentro de la Universidad de las Artes. La investigación en nuevas prácticas artísticas, teóricas y políticas a su vez se conectan con las facultades en particular. Esto supone un desarrollo significativo de la actividad de la Universidad la cual salió fortalecida al estrechar la cooperación entre sus facultades y cooperar con centros externos dentro y fuera de Serbia gracias a la visita de expertos y la gestión de convenios interinstitucionales e interuniversitarios como es el caso de la Cátedra de la UNESCO en Política y Gestión Cultural.

### Facultades
La Universidad de las Artes en Belgrado cuenta con varias facultades acorde a las disciplinas en ellas impartidas: Bellas Artes, Artes Musicales, Artes Aplicadas y Arte Dramático. Las mismas tienen un funcionamiento autónomo aunque dependen del Rectorado y a su vez a través del Centro de Estudios Interdisciplinarios realizan acciones en conjunto y colaboran entre sí.
La Facultad de Bellas Artes (Факултет ликовних уметности/Fakultet likovnih umetnosti) la cual, fundada por Toma Rosandić, Milo Milunović y Petar Dobrović como Academia de Bellas Artes. Esta última tiene aproximadamente 2500 estudiantes cursando enseñanzas en las áreas de la escultura, pintura y artes gráficas. La plantilla docente se encuentra en torno a los 550 profesionales. También dedicada a las artes plásticas la Facultad de Artes Aplicadas se fundó en 1948 como Academia de Artes Aplicadas, también pasando en 1973 a obtener el grado de Facultad.
En relación con las artes escénicas se encuentra la Facultad de Artes Musicales fue fundada en 1937 como Academia de Música y desde 1973 opera con su nombre actual. También en esta área se encuentra la Facultad de Artes Dramáticas, la cual fue fundada en 1948 como Academia de Artes Teatrales. En 1950 dentro de la misma surge la Escuela Superior de Actores y Directores y en consecuencia en 1962 su nombre fue cambiado al de Academia de Teatro, Cine y Televisión. En 1973 como las otras academias adquiere el grado de Universidad y su actual nombre. Al contrario que las otras facultades esta última se encuentra en el término municipal de Novi Beograd.

## Rectores
- Sreten Stojanović 1957-1958
- Mihailo Vukdragović 1958-1959
- Đorđe Andrejević-Kun 1959-1963
- Vjekoslav Afric 1963-1965
- Bruno Brun 1965-1971
- Jovan Kratohvil 1971-1973
- Dragoslav Stojanovic Sip 1973-1976
- Ratko Djurovic 1976-1977
- Rados Novakovic 1977-1979
- Aleksandar Obradović 1979-1983
- Vojin Stojic 1983-1985
- Nandor Glid 1985-1989
- Darinka Matic-Marovic 1989-1998
- Radmila Bakočević 1998-2000
- Milena Dragicevic-Sesic 2000-2004
- Cedomir Vasic 2004 - 2009
- Ljiljana Mrkic Popovic 2009[1]